# The Drowning Pool
The Drowning Pool (Con el agua al cuello en España, Piscina mortal en México) es una película de suspense estadounidense estrenada en 1975. Es una secuela de la película Harper, investigador privado, de 1966.
Dirigida por Stuart Rosenberg, está basada en la novela homónima de Ross Macdonald y protagonizada por Paul Newman, Joanne Woodward y Tony Franciosa. 

## Sinopsis
Un detective privado de Los Ángeles debe viajar al sur profundo de Estados Unidos para ayudar a una antigua novia que está siendo chantajeada.
El caso se complica con la presencia de la hija de la cliente, un magnate de la industria del petróleo y un capitán de la policía local.

## Reparto
- Paul Newman es Lew Harper
- Joanne Woodward es Iris Devereaux
- Anthony Franciosa es el jefe Broussard
- Murray Hamilton es Kilbourne
- Gail Strickland es Mavis Kilbourne
- Melanie Griffith es Schuyler Devereaux
- Linda Haynes es Gretchen
- Andre Trottier es el hidroterapeuta
- Richard Jaeckel es el teniente Franks
- Paul Koslo es Candy
- Joe Canutt es Glo
- Andrew Robinson es Pat Reavis
- Coral Browne es Olivia Devereaux